# Río Daule
El Río Daule es un río de la costa ecuatoriana que fluye por las provincias de Guayas y Manabí. Este río nace en la Presa Daule-Peripa y desemboca en el Río Guayas.  

## Curso del río
El Río Daule tiene una longitud de 260 km (incluyendo el río naciente Río Peripa: 380 km). Forma la salida del embalse Daule-Peripa. Fluye predominantemente en dirección sur y en algunos lugares forma muchos meandros. Durante los 35 kilómetros superiores, el río forma el límite entre las provincias de Manabí y Guayas. Luego discurre dentro de la provincia del Guayas. El Río Daule finalmente se une en Guayaquil con el Río Babahoyo que viene del este para formar el Río Guayas. La carretera troncal E48 sigue el curso del río desde Balzar hasta Guayaquil. 

## Lugares en el margen del río
Guayaquil
- Ciudad de Guayaquil
- Mucho Lote 2
- Parroquia Pascuales
- Parroquia Tarqui
- Penitenciaria del Litoral

 Samborondón
- La Puntilla

 Daule
- Ciudad de Daule
- La Aurora
- Limonal

 Nobol
- Ciudad de Narcisa de Jesus (Nobol)
- Parque Garza Roja

 Santa Lucía
- Ciudad de Santa Lucía

 Palestina
- Ciudad de Palestina

 Colimes
- Ciudad de Colimes

 Balzar
- Ciudad de Balzar

 Pichincha
- Ciudad de Pichincha
- Presa Daule-Peripa